# Vrije Vrouwen Vereeniging
Vrije Vrouwen Vereeniging (VVV) var en nederländsk kvinnorättsorganisation, grundad 1889. Syftet var att verka för kvinnlig rösträtt och kvinnors rättigheter, med fokus på kvinnors rättigheter inom yrkeslivet. 
Föreningen grundades av Wilhelmina Drucker.